# Ezra Collective
Ezra Collective ist eine britische Jazzfusionband um das Brüderpaar TJ (Bass) und Femi Koleoso (Schlagzeug). Trompete spielt Ife Ogunjobi, Tenorsaxophon James Mollison und Joe Armon-Jones die Keyboards. Das Londoner Quintett gehört mit seiner Groove-geladenen Mischung aus Jazz, Afrobeats, Hip-Hop und Grime zu jenen, die weder auf Nostalgie noch auf Jazzpurismus abzielen. 2023 erhielt es den Mercury Prize.

## Geschichte
2016 erschien mit Chapter 7 die erste EP der Gruppe. Die folgende EP Juan Pablo: The Philosopher (2017) wurde als bestes Jazzalbum bei den Worldwide Awards von Gilles Peterson ausgezeichnet. Im selben Jahr spielte das Quintett zweimal in Ronnie Scott’s Jazz Club  vor vollem Haus. Ezra Collective erhielt bei den Jazz FM Awards 2018 die Auszeichnungen „Best UK Jazz Act“ und „Live Experience of the Year“. Das Quintett spielte auf der Geburtstagsparty von Quincy Jones und absolvierte eine ausverkaufte UK-Tour, bevor es auf dem Winter JazzFest in New York als Headliner auftrat.
2019 legte Ezra Collective mit You Can’t Steal My Joy ihr Debüt-Album vor, das mit einer Kurzfassung von Sun Ras Klassiker Space Is the Place beginnt, den die Band schon lange in ihren Konzerten spielt. Gäste auf dem Album, das „alte Genregrenzen schneller verlässt, als man zuhören kann,“ sind Jorja Smith, Loyle Carner und Kokoroko. 2019 wurde die Formation, die auch beim Überjazz Festival auftrat, bei den Parliamentary Jazz Awards als bestes Jazzensemble des Jahres gewürdigt. Ende 2021 legte Ezra Collective mit Novelist die Single More Than a Hustler vor. gefolgt von dem Album Where I’m Meant to Be (2022). 2023 wurde die Band dafür mit dem Mercury Prize ausgezeichnet. Bei den Brit Awards 2025 erhielt die Band den Preis als Group of the Year.

## Diskografie
Alben
- 2019: You Can’t Steal My Joy (Enter the Jungle Records)
- 2022: Where I’m Meant to Be (Partisan Records)
- 2024: Dance, No One’s Watching (Partisan Records)

EPs
- 2016: Chapter 7 (Eigenveröffentlichung)
- 2018: Juan Pablo: The Philosopher (Enter the Jungle Records)
- 2020: Quest for Coin II (Eigenveröffentlichung)

Singles
- 2018: Samuel L Riddim (Enter the Jungle Records)
- 2018: Reason in Disguise (Enter the Jungle Records)
- 2019: Chris and Jane
- 2020: Footprints (Blue Note)
- 2020: Dark Side Riddim (Enter the Jungle Records)
- 2021: More Than a Hustler
- 2022: May the Funk Be with You